# Coupéville
Coupéville je francouzská obec v departementu Marne v regionu Grand Est. V roce 2012 zde žilo 199 obyvatel.

## Sousední obce
Le Fresne, Marson, Poix, Vanault-le-Châtel, Saint-Jean-sur-Moivre

## Vývoj počtu obyvatel
Počet obyvatel